# Orion (tàu vũ trụ)

Logo chương trình.

Orion (tên chính thức là Orion Multi-Purpose Crew Vehicle hoặc Orion MPCV) là một tàu vũ trụ có người lái có thể tái sử dụng một phần được sử dụng trong chương trình Artemis của NASA.
Nó được trang bị các tấm quang năng, và buồng lái màn hình hiển thị được mô phỏng như trong Boeing 787 Dreamliner. Một động cơ AJ10 duy nhất cung cấp lực đẩy chính cho tàu vũ trụ, trong khi tám động cơ R-4D-11 và sáu cụm động cơ hệ thống điều khiển phản lực tùy chỉnh do Airbus phát triển cung cấp lực đẩy thứ cấp cho tàu vũ trụ. Orion được phóng bởi Hệ thống tên lửa đẩy vũ trụ của NASA.
Orion ban đầu được Lockheed Martin thiết kế vào đầu những năm 2000 như một đề xuất cho Crew Exploration Vehicle (CEV) sẽ được sử dụng trong chương trình Constellation của NASA. Có hai đề xuất của Lockheed Martin và của Northrop Grumman làm CEV và NASA đã chọn đề xuất của Lockheed Martin vào năm 2006.